# António de Médici
António de Médici  (em italiano:  Antonio de' Medici; Florença, 29 de agosto de 1576 – Florença, 2 de maio de 1621) foi um personagem controverso da família Médici, filho ilegítimo do Grão-Duque Francisco I de Médici e da nobre veneziana Bianca Cappello. Quando António nasceu os seus pais ainda não eram casados.

## Biografia

### Nascimento
O Grão-Duque Francisco, que casara com a Arquiduquesa Joana da Áustria, apaixonara-se pela bela Bianca, uma nobre de origem veneziana também ela casada. A sua relação era secreta e suscitara grande agitação, acabando o marido de Bianca por ser assassinado em circunstâncias pouco claras.
Quando também a Grã-Duquesa morre, Francisco pode finalmente casar, em 1579, embora, por prudência, tenha mantido o matrimónio secreto, dada a firme oposição de toda a família Grã-ducal à formalização de uma relação de concubinagem.
Por isso, não surpreende que António, o único filho varão do Grão-Duque Francisco a atingir a idade adulta, não tenha sido aceite como herdeiro oficial do Grão-Ducado dada a forte oposição do seu tio, o cardeal Fernando, que, mais tarde, sucedeu a Francisco como Fernando I, Grão-Duque da Toscana após a morte repentina de Francisco e de Bianca Cappello na Villa de Poggio a Caiano, em 1587.

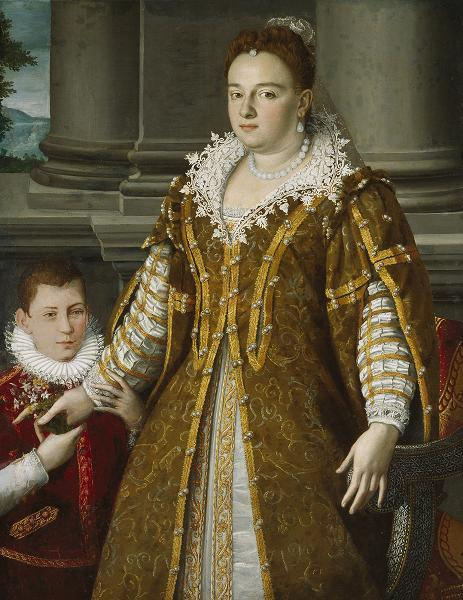
Bianca Capello e o seu filho, António

Na realidade, as origens de Don António não eram claras, tendo sido escondido desde a época do nascimento por intrigas e tramas palacianos. Alguns rumores indicam que seria filho de um servo de Bianca e, portanto, meramente adotada pelo casal. Insinuou-se que Bianca Capello simulara a gravidez para agradar ao Grão-Duque que ambicionava um herdeiro masculino.
A inexistência de um herdeiro poderia ser motivo para a anulação do casamento e, de facto, a sua esposa legítima apenas gerara uma série de seis filhas (algumas mortas na infância). António foi, assim, o primeiro filho varão (embora ilegítimo) do Grão-Duque, situação que poderia motivar um eventual divórcio e até a eventual legitimação na sucessão dinástica.
Só que, um ano depois, a Grã-Duquesa gerou um filho, o príncipe Filipe de Médici, que morreu apenas com três anos, acabando também a Grã-Duquesa Joana por falecer em 1578.

### Vida adulta
António sempre viveu a sua vida na sombra do tio, o Grão-Duque Fernando I de Médici, o qual lhe confere, em 1595, uma pensão de trinta e cinco mil scudi por ano, em troca da renúncia ao Principado de Capestrano, no Reino de Nápoles, que o pai lhe havia atribuído a título vitalício. António morou em algumas das residências familiares, como a Vila de Marignolle ou o Casino Medicino de San Marco, viajando frequentemente.
Após ser nomeado Cavaleiro da Ordem de Malta (1594), e ter obtido na Ordem o priorato de Pisa, foi enviado como embaixador Grã-Ducal a Paris (1597), a Milão (1598), a Génova (1599), a Bolonha (1600), a Veneza (1601, 1603, 1614), a Roma (1605), a Mântua (1608), e a Ravena (1609).
Participou como aventureiro na expedição militar capitaneada por João de Médici, filho natural de Cosme I de Médici, que se dirigiu à Hungria em auxílio do imperador Rodolfo II e, em 1607, num ataque naval contra Chipre.
Militar valente e corajoso, teve uma vida agitada e libertina, com diversos filhos naturais. Morre a 2 de maio de 1621.

## Descendência

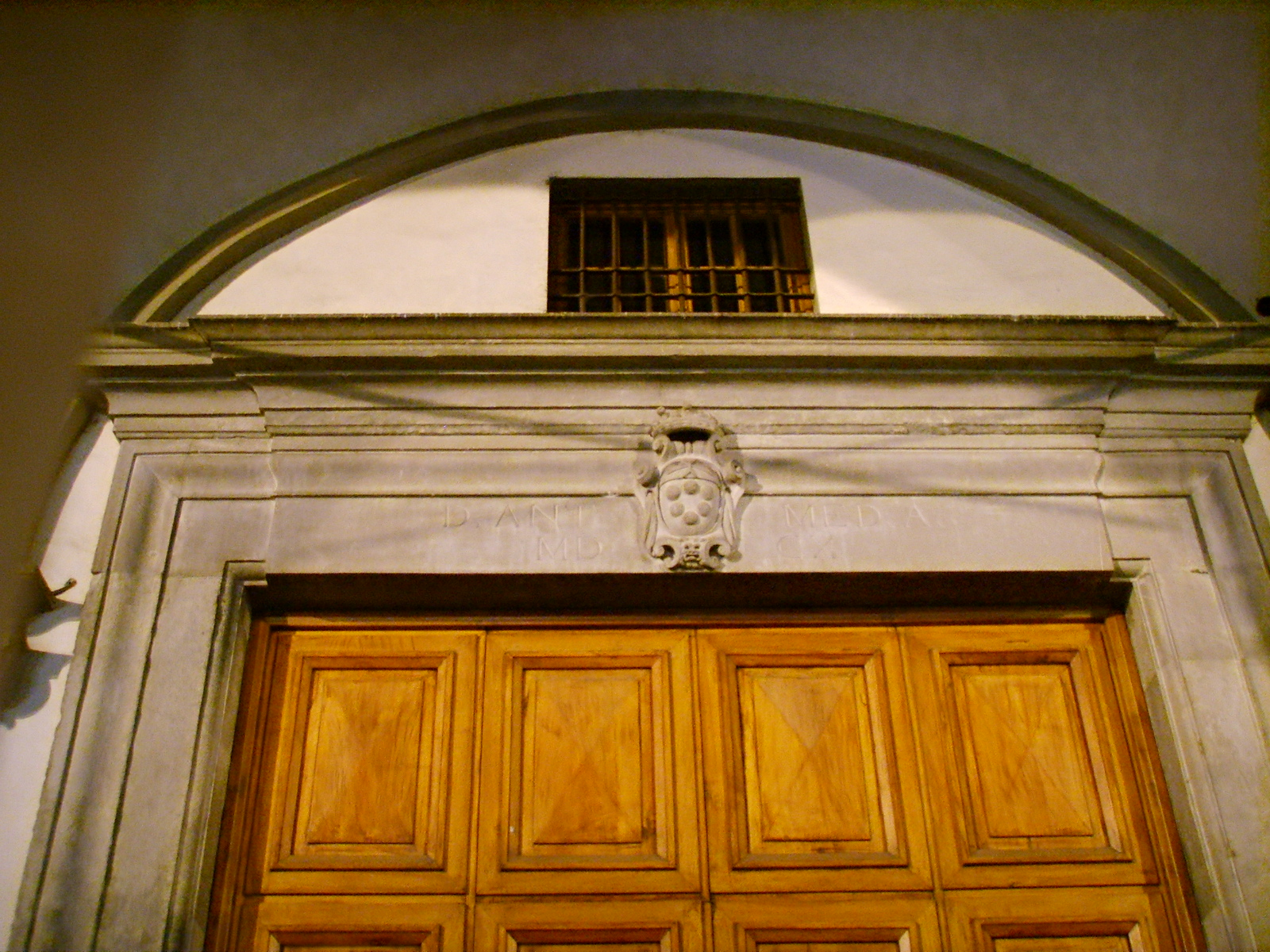
Inscrição com o nome de António de Medici, na Loggia dei Tessitori, via San Gallo, em Florença

Teve cinco filhos naturais, três dos quais com Artemisia Tozzi (originária de Lucca, morta em 1643):
- Maria, freira beneditina na Basílica da Santíssima Anunciada, em Florença, que doou um altar em prata à basílica por 1.600 scudi.
- Madalena (Maddalena) (1610-?), nascida de uma senhora bolonhesa, freira na igreja de San Giovannino dei Cavalieri [2] a partir de 1624;
- Paulo (Paolo) (1616-1656), filho de Artemisa Tozzi, destinado à carreira militar;
- Júlio (Giulio) (1617-1670), filho de Artemisa Tozzi, sacerdote;
- António Francisco (Anton Francesco) (1618-1659), filho de Artemisa Tozzi, frade da Ordem dos Capuchinhos.

Após a morte de António, Artemisia fica confinada no Mosteiro de S. Clemente, em Florença.